# Love Will Tear Us Apart (singel Swans)
Love Will Tear Us Apart – singel amerykańskiego zespołu Swans, wydany w 1988 przez Caroline Records i Product Inc. Niektóre utwory znalazły się później na różnych reedycjach i kompilacjach (Children of God / World of Skin, Various Failures, Forever Burned).
Singel zawiera różne wersje utworu Joy Division „Love Will Tear Us Apart” z 1979 (autorzy: Ian Curtis, Bernard Sumner, Peter Hook, Stephen Morris). Są to: „Red Version” i „Acoustic” ze śpiewem Michaela Giry oraz „Black Version” ze śpiewem Jarboe. „Trust Me”, „Our Love Lies” i „New Mind” są innymi wersjami utworów umieszczonych pierwotnie na albumie Children of God. Autorami „Trust Me” są Michael Gira, Jarboe i Norman Westberg, autorami „Our Love Lies” są Michael Gira, Norman Westberg i Algis Kizys, autorami „New Mind” są Michael Gira, Norman Westberg, Algis Kizys i Ted Parsons.

## Lista utworów
Wersja 7":
| Nr | Tytuł utworu                            | Długość |
| -- | --------------------------------------- | ------- |
| 1. | „Love Will Tear Us Apart” (Red Version) | 3:39    |
| 2. | „Trust Me”                              | 4:15    |
|    |                                         | 7:54    |

Wersja 12":
| Nr | Tytuł utworu                            | Długość |
| -- | --------------------------------------- | ------- |
| 1. | „Love Will Tear Us Apart” (Red Version) | 3:39    |
| 2. | „Trust Me”                              | 4:15    |
| 3. | „Our Love Lies”                         | 4:27    |
|    |                                         | 12:21   |

Wersja 12":
| Nr | Tytuł utworu                              | Długość |
| -- | ----------------------------------------- | ------- |
| 1. | „Love Will Tear Us Apart” (Red Version)   | 3:39    |
| 2. | „Trust Me”                                | 4:15    |
| 3. | „Love Will Tear Us Apart” (Black Version) | 3:51    |
| 4. | „Our Love Lies”                           | 4:27    |
|    |                                           | 16:12   |

Wersja 12":
| Nr | Tytuł utworu                              | Długość |
| -- | ----------------------------------------- | ------- |
| 1. | „Love Will Tear Us Apart” (Red Version)   | 3:39    |
| 2. | „Trust Me”                                | 4:15    |
| 3. | „Love Will Tear Us Apart” (Black Version) | 3:51    |
| 4. | „New Mind” (Purple Version)               | 3:23    |
|    |                                           | 15:08   |

Wersja CD:
| Nr | Tytuł utworu                            | Długość |
| -- | --------------------------------------- | ------- |
| 1. | „Love Will Tear Us Apart” (Red Version) | 3:41    |
| 2. | „Trust Me”                              | 4:22    |
| 3. | „Our Love Lies”                         | 4:34    |
| 4. | „Love Will Tear Us Apart” (Acoustic)    | 3:40    |
|    |                                         | 16:17   |

## Twórcy
- Michael Gira – śpiew, gitara akustyczna
- Jarboe – śpiew, instrumenty klawiszowe
- Norman Westberg – gitara elektryczna, gitara akustyczna
- Algis Kizys – gitara basowa